# 영창공주 (고려)
영창공주(永昌公主, 생몰년 미상)는 고려의 왕족이다. 희종과 성평왕후의 차녀이다.

## 생애
고려의 제21대 왕인 희종과 성평왕후의 차녀이며, 생몰년은 명확하지 않다. 성은 왕, 본관은 개성이다. 고종의 왕비 안혜왕후의 친동생이다.
영창공주의 아버지 희종은 무신정권 시기에 즉위한 왕으로, 재위 중 당대의 권력자이던 최충헌을 제거하려다 실패하여 도리어 최충헌에게 폐위되고 유배를 가게 되었다. 한편 영창공주의 어머니 성평왕후는 종실 영인후 왕진의 딸로, 어머니는 명종의 딸 연희궁주이다. 또 성평왕후의 친조모는 인종의 딸 창락궁주로, 영창공주는 선대왕들과 여러 갈래의 친족 관계로 얽혀 있다.
한편 영창공주의 생애에 대해서 이렇다 할 기록은 남아있지 않다. 영창공주는 현종의 아들 평양공 왕기의 후손이자 청화후 왕경의 차남 단양백 왕서와 혼인하였으며, 아들 장양공 왕지를 두었다. 호는 영창공주(永昌公主)이다.

## 가족 관계
- 부왕 : 고려 제21대 왕 희종 (熙宗, 1181년~1237년, 재위:1204년~1211년)
- 모후 : 성평왕후 (成平王后, ?~1247년)
  - 남매 : 창원공 왕지 (昌原公 王祉, 1197년~1262년)
  - 남매 : 시령후 왕위 (始寧侯 王禕, 생몰년 미상)
  - 남매 : 경원공 왕조 (慶原公 王祚, ?~1279년)
  - 남매 : 대선사 경지 (大禪師 鏡智, 생몰년 미상)
  - 남매 : 충명국사 각응 (冲明國師 覺膺, 생몰년 미상)
  - 언니 : 고종의 왕비 안혜태후 (安惠太后, ?~1232년)
    - 조카 : 고려 제24대 왕 원종 (元宗, 1219년~1274년, 재위:1259년~1274년)

  - 동생 : 덕창궁주 (德昌宮主, 생몰년 미상)
  - 동생 : 가순궁주 (嘉順宮主, 생몰년 미상)
    - 조카 : 원종의 제2비 경창궁주 (慶昌宮主, 생몰년 미상)

  - 동생 : 정희궁주 (貞禧宮主, 생몰년 미상)
- 시아버지 : 청화후 왕경 (淸化侯 王璟, ?~1259년)
  - 남편 : 단양군 왕서 (丹陽君 王楈, 생몰년 미상)
    - 아들 : 장양공 왕지 (長陽公 王潪, 생몰년 미상)